# Sardocyrnia bastelicaria
Sardocyrnia bastelicaria är en fjärilsart som beskrevs av Bellier de la Chavignerie 1862. Sardocyrnia bastelicaria ingår i släktet Sardocyrnia och familjen mätare. Inga underarter finns listade.